# ミン・ヒジン
ミン・ヒジン（朝: 민희진、漢: 閔熙珍、英: Min Hee-jin、1979年12月16日 住民票には2月16日と記載- ）は、韓国のアートディレクター。ADORの元最高経営責任者。2002年にSMエンタテインメントのアートディレクターを担当してから、数々のK-POPアーティストのヒット作品のコンセプトを生み出してきた。

## 略歴

### 1979年 - 2001年: 生い立ち
1979年12月16日、韓国に生まれる。祖父の影響もあり、子供の頃から絵に関心がありデザインに身近な環境で育つ。学生時代にはオーディオディレクターに関心を持った事で放送部の活動をするも、写真への愛情を捨てられず最終的に大学で視覚デザインを専攻。
大学3年の休学中に広告代理店でインターンを経験。その後進路に悩み、卒業する頃にSMエンタテインメントの公開採用の広告を見つけ2002年に応募。SMエンタテインメントに応募したのは、ヒジン自身アルバムのカバーを製作する作業に関心があり、レーベルが多くなかった時代に一番認知度が高かった為である。ジャズをベースにしたヨーロッパをはじめとする第三世界の音楽を好みのジャンルとし、大衆的に親しまれる音楽には関心がなかったものの、自身の好奇心が刺激されて面白そうと思ったのもきっかけである。

### 2002年 - 2018年: SMエンタテインメントでの活躍
2002年に入社してから2年後の2004年の12月にリリースされた東方神起のクリスマスアルバム『The Christmas Gift from 東方神起』でコンセプトや撮影、セットやデザインを構築し、初めて組織的に動いたのをきっかけに制作の幅が広がる様になる。2009年にはSHINeeの『ROMEO』でアルバム名や写真家など、自分で企画したことを完全に実現するようになった。
その後も少女時代の『Gee』でのカラージーンズやEXOの制服コンセプト、f(x)の『Pink Tape』のアートフィルムなどでアートディレクションへの革新的で実験的なアプローチで注目を集めた。
2017年、SMのアートディレクト総括として選ばれたものの、燃え尽き症候群により一年で辞職することとなった。

### 2019年 - 2024年: ビジュアルディレクターからの退任、CBO・CEOに就任から退任まで
2019年7月1日、BigHitエンターテインメントのCBOに任命。9月からはパン・シヒョクとタッグを組んで「PLUS GLOBAL AUDITION」を開催。2021年デビュー予定だったが、コロナ禍でデビュー延期。2021年11月12日、HYBE傘下の新規レーベル「ADOR」を設立させ、翌年7月22日にNewJeansをデビューさせた。
NewJeansのデビューシングル『Attention』のリリースは、K-POP界に大きな衝撃を与えた。ミン・ヒジンは従来のプロモーション方法を一新し、予告なしにミュージックビデオを公開するという斬新な手法を取った。
ミンヒジンはNewJeansのメンバー一人一人の個性を最大限に引き出すために、ファッションやヘアスタイル、メイクアップに至るまで細部にこだわった。また、彼女のデザインは、シンプルでありながらもスタイリッシュで、現代のトレンドを巧みに取り入れている。楽曲もミン・ヒジンによってビジュアルコンセプトとの一貫したテーマとなるように選定され、グループの統一感を高めている。
2022年11月30日、Mnet Asian Music Awardsにてブレイクアウトプロデューサー賞を受賞した。
HYBEは2024年7月、ミンADOR代表理事とHYBE間の株主間契約の解除を通知した。
ADORの取締役会は2024年8月27日、ミン代表を解任した。ADORは、ミン代表の社内取締役職は維持したまま、NewJeansのプロデューシングを引き続き担当すると明らかにした。
2024年11月20日、ADORの社内取締役を辞任。

### 2024年 - 現在: フリーランスとして活動
2024年12月14日、前月にADORと一方的に契約解除を希望したNewJeansメンバー5人のVogue Koreaのグラビアのディレクションにフリーランスとして参加したことが発表された。

## 作品性
| 「                                                     | 愛は存在するが、永遠ではない。恋人との出会いの最初の瞬間に、愛と肯定する。心理的な空気、空虚、空間、この瞬間が永遠に続くということ。私は欲望に囚われている。陰に隠れて、全ての答えを答えられずにいる。 | 」 |
| —f(x)（Pink Tapeのアートフィルムにある序盤の台詞より） | |    |

韓国の大手芸能事務所であるSMエンタテインメントに所属している様々なアーティストのアルバムコンセプトを担当・ブランディングを行い、その事から各メディアから「コンセプトの職人」などと表現される事がある。
少女時代の『Gee』のカラージーンズや『Genie』の統一された白い制服スタイル、EXOの『Growl』の学校制服などの衣装のスタイリングから、NewJeansの『New Jeans』の3色展開の丸型バッグやf(x)の『Pink Tape』のピンク色のVHSテープなどといったアルバム制作まで、KPOPアーティストの視覚的プロモーションを独創的なアイデアで統括し、過去にプロデュースした作品は現在でもファンの間で語り継がれている。特にf(x)の『Pink Tape』はMelon選定の韓国大衆音楽名盤100へのノミネートや、レットドットデザインアワードを受賞するといった高い評価を受けている。
自身の作品について「ユ・クイズ ON THE BLOCK」のインタビューでは「『この人たちがどのようなグループとして見られるのが、長期的に見て良いのか』を工夫した」と語っており、「目指す場所を具体的にイメージする作業が、コンセプトの構築に必要であることを知っていた。これまでとは異なるプロセスが必要だと思った。（中略）これまでのグループと対比する差別点は何か考えた。そういうものを最大限に引き出すために、ディテールにものすごく気を使った」と続けて語った。

## 制作

### SMエンタテインメント

#### 少女時代
- また巡り逢えた世界（2007年）
- Gee（2009年）
- Genie（2009年）
- Hoot（2010年）
- The Boys（2011年）
- I Got a Boy（2013年）

#### SHINee
- Replay（2008年）
- The SHINee World(2008年)
- AMIGO(2008年)
- Romeo（2009年）

- Lucifer(2010年)
- Hello(2010年)
- Chapter 1 「Dream Girl - The Misconceptions of You」(2013年)
- Chapter 2 「Why So Serious? - The Misconceptions of Me」(2013年)
- Chapter 1 & 2 「The Misconceptions of Us」(2013年)
- Odd(2015年)
- Married To The Music(2015年)
- 1 of 1(2016年)
- 1 and 1(2016年、Repackage)
- The Story of Light(2018年)

テミン
Ace（2014）
Press It（2016）
Move（2017）
Want（2019）
ジョンヒョン
She is（2016）

#### f(x)
- NU ABO（2010年）
- Pinoquio（2011年）
- Hot Summer（2011年）
- Electric Shock（2012年）
- Pink Tape（2013年）
- Red Light（2014年）
- 4 Walls（2015年）

#### EXO
- Growl（2013年）
- EXODUS（2015年）
- LOVE ME RIGHT（2015年）
- EX'ACT（2016年）
- THE WAR（2017年）
- DON'T MESS UP MY TEMPO（2018年）

#### Red Velvet
- Happiness（2014年）
- Ice Cream Cake（2015年）
- The Red（2015年）
- The Velvet（2016年）
- Russian Roulette（2016年）
- Rookie（2017年）
- The Red Summer（2017年）
- Perfect Velvet（2017年）
- The Perfect Red Velvet（2018年）
- Summer Magic（2018年）
- RBB（2018年）

#### NCT
- The 7th Sence（2016年）- NCT U
- NCT #127（2016年）- NCT 127
- Chewing Gum（2016年）- NCT DREAM
- NCT #127 LIMITLESS（2017年）- NCT 127
- THE FIRST（2017年）- NCT DREAM
- NCT #127 CHERRY BOMB（2017年）- NCT 127
- We Young（2017年）- NCT DREAM

### HYBE

#### ADOR

##### NewJeans
- New Jeans（2022年）
- Ditto（2022年）
- OMG（2023年）
- Zero（2023年）
- Get Up（2023年）
- How Sweet（2024年）
- Supernatural（2024年）

#### BIGHIT MUSIC

##### V（防弾少年団）
- Layover（2023年）

## 評価
大衆音楽評論家であるチョ・ウンジェは「ミン代表はポートフォリオにあまりにも顕著な作品が多い」と評価し、「ミン・ヒジン代表は自身の個性が明確でありながら、アーティストの個性をよく生かすほうだ。コンセプトの側面では、感覚的な小物の使用が記憶に残る」と続けて評価した。
アメリカのポップカルチャーメディアである「Variety」の世界のエンターテインメント業界に影響を及ぼした女性に選ばれた。
2023年4月にはアメリカのビルボードがアメリカ以外の地域で世界の音楽産業を先導するリーダーを選定する「The 2023 Billboard International Power Players」に選ばれた。

## 受賞
- 2016 Mnet Asian Music Awards - ベストビジュアル & アートディレクターオブザイヤー[22]
- 2022 Mnet Asian Music Awards - ブレイクアウトプロデューサー賞[11]
- 第72回ソウル特別市文化賞 - 大衆芸術部門[23]
- 第38回ゴールデンディスクアワード - 制作者賞(ベストプロデューサー賞)[24]